# Achterbroek VV
K. Achterbroek VV is een Belgische voetbalclub uit Achterbroek. De club is aangesloten bij de KBVB met stamnummer 5176 en heeft blauw en geel als kleuren. De club speelt in de provinciale reeksen.

## Geschiedenis
Achterbroek VV ontstond in de jaren 40. Van 1946 tot 1949 speelde men bij het Vlaams Katholiek Sportverbond. In 1949 maakte men dan de overstap naar de Belgische Voetbalbond, waar men stamnummer 5176 kreeg. Achterbroek speelt sinds deze aansluiting in de provinciale reeksen te Antwerpen. Door de jaren heen hebben ze ook een eigen speelstijl ontwikkeld. Vanwege de enorme samenhorigheid, teamgeest en mentaliteit werden ze specialist in het gebruiken van de lange bal en het spelen op duelkracht. Deze tactiek werd ook vaak als tactiek tijdens hun wedstrijden gebruikt. Echter wanneer het A-terrein in 2015 werd omgebouwd naar een kunstgrasveld werd de ploegtactiek gewijzigd en werd Achterbroek VV een eerder technisch voetballende ploeg. Dit leverde in het voetbalseizoen 2017/2018 het kampioenschap op in Vierde Provinciale A Antwerpen.
Eind 20ste eeuw werd men ook actief in het damesvoetbal en het eerste elftal klom in het eerste decennium van de 21ste eeuw op tot op het hoogste nationale niveau in het Belgisch damesvoetbal.

## Damesploeg
Het eerste elftal van de damesafdeling van Achterbroek VV wist op te klimmen tot de Eerste klasse van het damesvoetbal, maar moest al gauw weer degraderen en enkele seizoenen later werd de hele damesafdeling opgedoekt. Zij vonden onderdak bij Wuustwezel FC.